# 胡普昆卡山
14°09′56″S 70°54′28″W / 14.16556°S 70.90778°W
胡普昆卡山（Jupucunca），是秘魯的山峰，位於該國東南部庫斯科大區，由坎奇斯省負責管轄，屬於韋爾卡努塔山脈的一部分，海拔高度5,295米。